# Future Integrated Soldier Technology
O Futuro Integrated Soldier Technology (ou FIST ), em português Tecnologia do Futuro Soldado Integrado,  é um projeto do Exército Britânico , que visa melhorar a eficácia de combate da infantaria no século XXI como parte do Projeto Future Soldier .  O contrato foi adjudicado à Thales em março de 2003.

## O objetivo
O objetivo é integrar um sistema modular de todos os equipamentos, armas e seus sistemas de consciência situacional e comunicações que o soldado individual carrega ou usa, a fim de aumentar sua eficácia geral no campo de batalha.
O programa está sendo gerenciado pela Equipe de Projeto Integrado de Combate Próximo Desmontado no Defence Equipment and Support,  do MoD Abbey Wood, em Bristol .

## Subsistemas
Um complemento principal do projeto FIST é o sistema de comunicações Bowman , que fornece comunicações seguras para as tropas no solo, permitindo a transmissão simultânea de voz e dados e tendo equipamento GPS integrado , bem como enviando informações visuais diretamente de câmeras pessoais. .
O kit destina-se a cobrir 5 áreas principais:
- Comando e controle
- Letalidade
- Mobilidade
- Capacidade de sobrevivência
- Sustentabilidade

O Comando e Controle tem como objetivo melhorar a conscientização de equipe de atiradores e dos comandantes locais sobre a situação.  A letalidade é como o nome sugere e inclui novos sistemas de armas, como as novas armas antitanque NLAW e Javelin e os novos locais para a SA80 .  A mobilidade inclui áreas como planejamento de rota e localização de GPS, capacidade de sobrevivência inclui blindagem e stealth e sustentabilidade inclui áreas como fontes de alimentação com o sistema com o objetivo de fazer funcionar novas células de energia de próxima geração.
O elemento do FIST de Vigilância e Aquisição de Alvos (STA)  foi contratado pela Thales para fornecer uma variedade de miras, localizadores de alvos, periscópios e câmeras digitais em 2010-14 a um custo de £ 150 milhões.  Eles equipam quase 11.000 soldados de todos os três serviços.

## Prazos
O projeto teve como objetivo implantar um conjunto completo de plataformas de armas digitalizadas até 2008.  Os primeiros grandes testes do sistema FIST foram concluídos na planície de Salisbury em janeiro de 2005.  Nestes ensaios na área de treinamento Salisbury Plain. 70 soldados foram equipados com a tecnologia protótipo FIST, incluindo GPS, comunicações e miras de armas e comparados com a eficácia de 70 soldados equipados de maneira convencional.  Um outro ensaio do FIST V2 foi agendado para 2006.
Espera-se que 35.000 conjuntos de kits sejam comprados e emitidos entre 2015 e 2020.  Este equipamento é projetado para levar o soldado de infantaria britânico aos padrões e vincular-se à nova tecnologia empregada atualmente, incluindo o novo lançador de granadas para o SA80 e a rede de comunicações Bowman implantada.  Não se pretende que todos os soldados sejam equipados com FIST: em vez disso, os comandantes das unidades solicitarão kits FIST, conforme necessário, para que possam ser adaptados à situação e aos objetivos da missão.
Além de se ligar à nova tecnologia para o soldado, ele foi projetado para se conectar a outros sistemas de comunicação, bem como ao projeto UAV do Reino Unido, chamado Watchkeeper .

## Consciência Situacional Desembarcada
A partir de 2016, o Ministério da Defesa publicou planos para substituir o Bowman existente por um sistema chamado Morpheus .  A Morpheus fornecerá a próxima geração de recursos de Comunicação Tática e Sistemas de Informação (TacCIS). Ele abordará a obsolescência crítica do sistema e introduzirá uma solução TacCIS mais ágil (técnica e comercial)..  O elemento de Morpheus que lida com comunicações para o soldado de infantaria é conhecido como Consciência Situacional Desmontada (DSA).